# Winny事件
Winny事件（ウィニーじけん）とは、ファイル共有ソフト「Winny」に絡む著作権法違反（公衆送信権の侵害）を問われたものの、無罪となった刑事事件である。利用者だけではなく、アプリケーションソフトウェア開発者も、逮捕・起訴されたことで、情報産業従事者以外からも注目された裁判となった。

## 概要

### Winnyの開発
Winnyは、元東京大学大学院情報理工学系研究科助手の金子勇によって、2002年に開発が始まった。Winny登場以前に、P2P型ファイル共有ソフト「WinMX」が流行しており、音楽やビジネスソフト、マンガの単行本、最新映画のDVD、アイドルのミュージック・ビデオ、PS2のゲームソフトといった市販コンテンツのデジタルデータをインターネット上で入手する行為が行われていた。
これらの行為は著作権法の送信可能化権の侵害にあたる違法行為であり、2001年11月には初の摘発事例として学生2人が逮捕され、その後も逮捕者が相次いでいた。WinnyはWinMXに比べて匿名性を高くすることに重点が置かれた。
Winnyという名前も、「WinMX」の後継になるとの目標を込めたものであり、「MX」というアルファベットをそれぞれ1つ進めた「NY」に由来していた。
金子は、電子掲示板2ちゃんねるのダウンロードソフト板に匿名で書き込みを行い、ユーザーとやりとりしながら開発を進めた。2002年5月6日にベータ版が公開。以後、金子が著作権侵害行為幇助の疑いで京都府警察に逮捕されるまで、Winnyの開発が続いた（ソフトウェアの詳細については、Winnyを参照のこと）。

### 社会問題化
Winnyは開発当初から匿名性の高さで注目を集め、Winnyネットワーク上で流通する映画や音楽、ゲームなどの著作物を目的に急激に利用者が増加した。同時に数千億円にも及ぶ被害があったと言われたほどの深刻な著作権侵害が問題視され、わいせつ画像や児童ポルノの流通や、コンピュータウイルスの媒介等、様々な犯罪の温床として、警察の捜査の対象となった。
Winnyには摘発を避けながら著作権侵害を行う上で格好の仕組みを備えていた。摘発のターゲットとなる最初のファイルの提供者を分からなくする高度な匿名化の仕組みが実装されていたのである。映画や音楽、ゲームなどの著作物がWinnyネットワーク上に違法にアップロードされると、暗号化された上でネットワーク上に拡散される。最初にファイルを提供した者は故意が明確であるが、受信した者から再送信されるファイルについては、ファイル共有ソフトの利用者がその事実を知っているのかどうかは分からない。ファイルが暗号化されているので、その中身を知ることができないからである。つまり、Winnyには「故意の明確な者を故意の曖昧な多数に紛れ込ませて分からなくする」という仕組みが備わっていたのである。
警察が摘発に動いた背景には、資源が乏しい日本にとって知的財産を中心とした産業の発展は極めて重要であるという観点もあった。ファイル共有ソフト等で本来有償な著作物を無償でやり取りすることにより経済的な被害を与え、知的財産の創出の分野で世界に遅れをとることは、自国の発展にとって致命傷となりかねないという懸念があったのである。当時の捜査関係者は社会の規範意識の維持という観点も重視し、「本来、有料のものがネットでは無料で手に入るという。いわゆる社会の裏ワザをのさばらせておくことは、正直者が馬鹿を見る社会を作り、特に日本の未来を担うべき青少年の規範意識を麻痺させ、その健全な育成に重大な影響を及ぼすのである」と述べていたほどであった。
摘発は絶対に不可能と言われたほどの匿名性の高さにより捜査は難航したが、捜査関係者はWinnyの掲示板機能が匿名性の穴になっているという噂を聞きつけ、技術者などの協力を得て、掲示板データはWinny利用者のパソコン内に保存されており、著作物を違法に流通させている大元の犯人のIPアドレスが分かることを突き止めた。

### Winny利用者の逮捕
2003年11月27日、著作権法違反（公衆送信権の侵害）容疑で、Winnyの利用者としては初めて、京都府警察ハイテク犯罪対策室によって、愛媛県松山市の無職少年Aと群馬県高崎市の自営業男性Bの2人を、著作権法違反（公衆送信権の侵害）の容疑で逮捕した。
松山市の無職少年は、2003年9月11日から翌日にかけて、ゲームボーイアドバンス用ソフトの「スーパーマリオアドバンス」など26本のデータを、インターネット上に公開して、不特定多数がダウンロードできる状態にした容疑、群馬県高崎市の自営業男性は、映画2本（「ビューティフル・マインド」「アンブレイカブル」）の映像をサーバに公開して、不特定多数がダウンロードできる状態にした容疑が、それぞれにかけられていた。

### ソフトウェア制作者の逮捕
2004年5月9日、ソフトウェア開発・配布者の金子勇も、この事件の著作権侵害行為を幇助した共犯容疑を問われ、京都府警察に逮捕された。金子は、直接的な著作権法違反となるアップロードはしておらず、ダウンロード専用の特製Winnyを使用しており、警察は金子が摘発逃れを図っていたと見ていた。この時、金子の自宅などが警察の家宅捜索を受け、証拠品としてWinnyのソースコードなどが押収されている。

## 議論
2001年当時、すでにアメリカではP2Pファイル交換ソフトウェアが違法判決を受ける事例もあり、Napsterはサービス停止を余儀なくされた。裁判では運営会社が自らのソフトウェアをソニー・ベータマックス裁判で合法性が認定された「VTR」になぞらえて「海賊版に使われる可能性はある。しかし、それは悪用する利用者が悪いのであって、その技術に罪はない」と価値中立性を主張したが、この意見は裁判では退けられ、フェアユースの該当に関しても否定的な判断がなされた。
2003年、ドイツは「利用者に違法性の認識がある場合、私的複製でも違法」とする著作権法改正に踏み切り、各国に衝撃を与えたほか、アメリカでは2005年6月の連邦最高裁判決で、P2P型ファイル交換ソフトのGroksterの権利侵害を認め、著作権侵害の音楽・動画ファイルの交換があった場合にソフトウェアの開発・配布企業にも責任を認める判決を下していた。この判決の影響でWinMXネットワークも停止に追い込まれた。2010年にはピュアP2P型のLimeWireが全米レコード協会が起こした著作権侵害の訴訟による連邦地方裁判所の恒久的なサービス停止命令を受けて、ソフトウェアの配布を停止する事例も発生していた。
日本においても2005年、P2P型ファイル交換ソフト「ファイルローグ」を提供する日本MMOが、日本音楽著作権協会（JASRAC）に地裁・高裁で続けて敗訴し、総額約7100万円の損害賠償とサービス停止命令を受ける事件も発生していた。判決では「日本MMOは、音楽データの著作権侵害行為を誘発することを知りながらファイルローグを提供していた。サービスは日本MMO管理下にあったと言え、日本MMOが責任を問われるのは当然」として、日本MMOがユーザーに著作権侵害行為をさせている主体であると認定した。
技術を何かに使用した時点で、使用法が問われるのであるから、法律論では、Winny開発・配布者が有罪になった件は、技術開発には全く影響を与えないという考え方がある一方、コンピュータ専門誌のITProは「このような判決が出されたら，今後P2Pソフトの開発はできなくなってしまう」という意見を紹介した。
金子の弁護団の事務局長である弁護士の壇俊光は「誰かが、不特定多数の人が悪いことをするかもしれないと知っていて、技術を提供した者は幇助なんだということを、裁判所が真っ向から認めてしまった。これは絶対変えなければならない。高速道路でみんなが速度違反をしていることを知っていたら、国土交通省の大臣は捕まるのか」とのコメントを出していた。
産業技術総合研究所の高木浩光は、技術者の視点からWinnyを「合法目的に使うことは困難なもの」であるという見解を示し、価値中立的な道具であり、善用も悪用も可能な道具であるという弁護団の見解に異論を唱え続けている。高木は金子勇本人がWinnyを使って自らファイル送信を一切行わなかったことを「本人の内心、どういうつもりでやっていたかということの傍証として効いてくる」とし、最高裁で無罪判決が確定した後に金子が出演した生放送の番組の中で「Winnyを適法に使ってくださいと皆さんに訴えかけたけれども、ではどうやったら適法に使えるのですか」と質問したところ、金子からの答えはなかったというエピソードを話した。また、Winnyと同時期に登場したBitTorrentというP2P型ソフトウェアは適法にのみ使うことができる設計になっているとし、Winny固有の問題点を指摘した。同時にそのようなソフトとの比較をあえてしないことで、弁護団は都合の悪い事実を隠しているとも主張した。
Winnyには流出したファイルの削除が困難な欠点があり、京都府警が金子を著作権法違反幇助で逮捕したのは、著作権侵害が蔓延するからではなく、プライベートに関わる写真やセンシティブな個人情報が消せなくなるなどの人権侵害が起きていることも踏まえて立件したと、高木は主張している。
高木はまた、「Winnyは2ちゃんねる的な精神を反映している」という指摘をしている。それは、自分は侵害行為に荷担したくないという感覚を持ちながら、自分の欲望だけを達成したいという、言わばフリーライダー的な考え方をWinnyは継承しているというのである。Napsterのような従来型のP2Pソフトウェアでは、ファイルを欲しい人が電子掲示板等で「これください」と申し出て、ファイル提供者がそれを受けて、実際にファイルを交換するという仕組みでファイルの共有が行われていた。対照的にWinnyは検索キーワードを入れれば、自動的にコンテンツをダウンロードでき、権利侵害に加担しているという意識を持ちにくい。従来型のP2Pソフトでは、自分が何を公衆送信しているかを意識せざるをえないので、違法行為を認識して、あるいは良心の呵責にさいなまれるような構造になっていた。Winnyではこれがキャッシュという暗号化された見えない構造になっていることで、人々はそれを意識しないのである。
高木はWinnyを擁護する意見を厳しく批判しており、金子の逮捕以降に一部の識者によって表明された「WinnyはP2P技術の発展にとって必須の優れた技術だ」 「情報漏洩は漏洩させた人が悪いのでありWinnyは悪くない」 「Winnyがなくたってインターネットがあれば漏洩情報は流通するし、人がいる限り流通するのだから、同じだ」等の意見を「典型的な狂わされた論評」として批判している。そして積極的な著作権侵害目的でなければ、他の代替方式が存在するとし、Winnyは技術的に不要であると断定している。
高木は、2023年4月の映画『Winny』の公開を機に再度言及した。巷間の「警察が新しい技術を次々と取り締まるから、日本の技術開発は萎縮して進まなかった。もし金子さんのような技術者がP2Pの仕組みを広げていれば、日本のITはもっとよくなっていたはずだ」「作者を逮捕していなければ、情報漏えいにつながる問題は治せたはずだ」「ソフトウェアというツールに罪はなく、使う人間が悪い」といったWinnyを肯定する言説を強く否定しており、Winnyには管理不能な致命的な欠陥があり、世界にも類を見ない危険なツールであったとしている。そして、Winnyが引き起こした問題の根幹をきちんと指摘せず、「新技術が警察によってつぶされた」といった表面的な議論を経営者や投資家が真に受け、経営判断を誤ったことが、日本でイノベーションが起きなくなっている原因だとした。

## 刑事裁判

### 裁判の経過
2004年5月31日、Winnyの開発・配布者である金子は、京都地検によって京都地裁に起訴された。
2004年6月2日までに保釈保証金500万円を納めたため、保釈された。
起訴するにあたっては、正犯である2人（愛媛県松山市の少年A・群馬県高崎市の男性B）の著作権侵害行為への幇助行為が、起訴事実として挙げられた。
また、京都府警察の事情聴取に対して、金子が「インターネットが普及した現在、デジタルコンテンツが違法にやり取りされるのは仕方ない。新たなビジネススタイルを模索せず、警察の取り締まりで、現体制を維持させているのはおかしい」などと供述していたことから、京都地検はコンピュータプログラム自体の違法性などの是非には言及せず、そのアプリケーションソフトウェアを作成・配布した金子の行為に幇助の故意を認め、雑誌などにより違法に使われている実態が既に明らかになった後も開発を続けていたことから、悪質であると断じた。これらの起訴事実について、金子は正犯A・Bとの面識がないことなどを挙げて全面否認し、以後、検察側と弁護側が全面的に争うこととなる。
2006年7月3日に論告求刑公判が開かれ、に検察側は「違反行為を助長するためにつくられており、著作権者の利益を無視した身勝手極まりない犯行」と主張し、金子に対して懲役1年を求刑した。第1審は、2006年9月の弁護側最終弁論の後に結審した。

### 控訴へ
2006年12月13日、京都地方裁判所(氷室眞裁判長)は、著作権法違反の幇助により、罰金150万円の有罪判決を言い渡した。判決では著作権侵害に広く利用される現状を認識しながら不特定多数の者が入手できるようにしたことをもって幇助罪が成立するとした上で、「利用者の多くが著作権を侵害することを、明確に認識、認容しながら公開を継続した。影響は大きいが、自身は経済的利益を得ていない」と量刑の理由が述べられた。
京都地方検察庁の新倉明次席検事は「罰金刑は想定外で、非常に軽い」と不満を表し、同日、検察・被告人双方が、判決を不服として、大阪高裁に控訴した。
2009年10月8日、大阪高裁（小倉正三裁判長）は、一審の京都地裁判決を破棄し、金子に無罪を言い渡した。判決では「悪用される可能性を認識しているだけでは、幇助罪には足りず、専ら著作権侵害に使わせるよう提供したとは認められない」と、無罪の判決理由を述べた。
2009年10月21日、大阪高検は判決を不服として、最高裁に上告した。

### 無罪確定
2011年（平成23年）12月19日、最高裁第三小法廷（岡部喜代子裁判長）は、上告を棄却し、金子の無罪が確定した。最高裁は「例外的とはいえない範囲の者がそれを著作権侵害に利用する蓋然性が高いことを認識、認容していたとまで認めることは困難である」との判断を下した。
判決は4対1の多数決で、大谷剛彦裁判官は「被告人に侵害的利用の高度の蓋然性についての認識と認容も認められると判断する」として多数意見に反対した。大谷は「Winnyは、侵害的利用の容易性といったその性質、不特定多数の者への無限定の提供というその態様などから、大量の著作権侵害を発生させる素地を有しており、現にそのような侵害的な利用が前述のように多発もしていたのであって、法益侵害という観点からは社会的に見て看過し得ない危険性を持つという評価も成り立ち得よう」「侵害的利用の抑制への手立てを講ずることなく提供行為を継続していたのであって、侵害的利用の高度の蓋然性を認識、認容していたと認めざるを得ない」などの理由を挙げ、「幇助犯が成立する」との反対意見を述べた。

## その他

### 裁判を巡る出来事
件のWinny刑事裁判において、金子側の弁護団事務局長である弁護士の壇俊光は、京都地方裁判所での裁判中、NHK京都放送局の記者が、金子勇に対して手紙を郵送した事に対して「あからさまな弁護妨害」を行ったと、自身のブログで表明した。これに対して、日本放送協会から謝罪がなされた。

### 後発のP2Pソフト
Winny摘発後もShare、Perfect Dark等の後継となるP2P型ソフトウェアが登場して著作権侵害に悪用された。

### ユーザー数の減少
Winnyは2018年現在でも利用されているが、ユーザー数を示すノード数は減少し続けており、2006年には50万ノードあったノード数が、2015年の段階で約51000ノードとなっている。P2Pソフトとしてのシェアは、依然トップではあるものの、2位のPerfect Darkもほぼ約50000ノード、Shareは約35000ノードとなっている。
ファイル共有ソフト自体のユーザー数の減少と同時に、torrent系のファイルダウンロードソフトの利用や、漫画村などのウェブサイト上での視聴・ダウンロードなどに利用者が移っていることがうかがえる。後者については、パソコンを利用しないスマートフォン世代が、違法ダウンロードを行っている若い世代で多くなっていることも理由に挙げられる。
また、Kindleなどの「電子書籍サービス」や、Netflixなどの「動画の定額配信サービス」、Spotifyなどの「音楽の定額配信サービス」の普及に伴い、正規に料金を支払ってサービスを受けるようになったユーザーも増加しており、ファイル共有ソフトのユーザー数減少の一因となっている。

## 関連作品
- Winny (2023年の映画) - この事件を題材にした映画作品。主演東出昌大、2023年3月10日に公開[43]。